# M4 셔먼
M4 셔먼은 미합중국이 기관총 진지를 파괴하고 보병을 지원할 목적으로 생산되었고 미합중국과 다른 서구 연합국이 제2차 세계 대전 당시 가장 많이 사용하던 전차 중 하나이다. 또한 M4 셔먼은 많은 수량으로 이용 가능했고, 비교적 저렴했으며 안정성 있었다. 소비에트 연방과 영국 연방에게 무기대여법으로 수천 대의 전차가 공여됐다. 이 전차는 영국인들이 미국 남북 전쟁 당시의 영웅인 윌리엄 테쿰세 셔먼의 이름을 따 불렀다.
M4 셔먼은 M3 리 전차로부터 개선된 것으로 당시 M3 전차는 주포가 고정된 형식이었다. M4는 이전의 전차의 기술적 부분을 많이 유지하고 있었지만 주포인 75mm 포가 움직일 수 있었다. 한 방향의 축인 자이로스코프가 움직일 때 발사한 포의 정확도를 높이지 못했지만 목표에 십자선을 고정시켜 전차가 발포하기 위해 멈출 때 직사로 목표를 맞출 수 있었다. 설계자들은 기술적 의존성과 생산 및 유지의 쉬움, 내구성, 부품의 표준화, 제한된 수의 변형 전차에서의 무기 탑재, 그리고 적절한 크기와 무게에 중점을 두었다. 셔먼의 우월한 무기와 무장으로 이러한 요인들은 1939년부터 1942년까지 독일의 경전차와 중전차를 압도했다. M4는 4시간 동안 1대생산되어 2차세계대전동안 대량으로 생산되었고, 1942년 이후 서구 연합군의 수많은 공세들에서 선봉에 섰다.
M4 셔먼이 북아프리카 전역의 제2차 엘 알라메인 전투에 배치되었을 때, M4는 연합군 기갑사단의 이점을 증대시켰고, 독일군 경전차에 비해 뛰어나다는 것이 증명되었다. 이러한 이유로 미국 육군은 M4가 전쟁에서 승리하는 데 적절하다고 판단하였고, 더 이상의 전차 개발에 힘쓰지 않았다. 군수와 수송의 제한으로 더 유용하지만 무거운 전차의 도입도 어려워졌다. M4를 기본으로 한 차량들을 사용하던 미국 구축전차 대대는 연합군에서 보편적으로 사용되었다. 1944년까지 M4 셔먼은 75mm 포를 유지하고 있었다. 1944년 M4는 독일 중전차에 비해 성능이 뒤졌지만 수적인 우위와 전폭기 및 곡사포의 지원으로 전투에 임할 수 있었다.
비교적 쉬운 생산은 다량의 M4가 제조되는 것에 기여했고, 전차 부품을 되찾는 것과 전차 부품 그 자체에 대한 두드러진 투자는 망가진 전차를 빠르게 수리하여 전장으로 보내게 했다. 이러한 요인들은 연합군이 전투를 벌일 때마다 우위를 점하게 되는 것과 연관되었고, 수많은 보병사단에서 M4와 구축전차를 지원받았다. 제2차 세계 대전 이후 더 개선되고 향상된 버전의 셔먼이 한국 전쟁, 아랍-이스라엘 분쟁, 베트남 전쟁, 1965년 인도-파키스탄 전쟁 등 수많은 실전에서 활약했다.

## 설계

셔먼 M4A4의 내부 배치를 보여주는 단면도

미 병기부에서는 M3 리 전차를 대체하고자 M4 셔먼을 설계했다. 리 전차는 M2 중전차의 화력을 증대시킨 것으로 M2 경전차에서 유래하였다. 새로운 포탑에 75mm 포를 장착할 수 있을 때까지 공백을 메울 목적으로 만들어진 M3 전차는 설계상 결함으로 인해 문제가 있었다. 다시 말해 거대한 외형, 그리고 조준이 어려운 주포를 탑재한 측면 포탑이 그것이었다.
M4의 세부적인 설계 특징들은 미 병기부에 의해 1940년 8월 31일 제출되었으나 프로토타입의 개발은 M3 전차의 후기형 생산 계발이 끝날 때까지 늦춰질 수밖에 없었으며, 그 이후에야 전차의 실물크기 제품 생산에 들어갔다.
1941년 4월 18일, 미 기갑 부대 위원회는 M3 리 전차의 주포를 현대적인 포탑에 장착해 M3의 차체와 차대에 조합한, T6 모델로 알려진 다섯 개의 가장 단순한 설계를 채택했다. 셔먼전차에 대한 신뢰성은 다양한 설계 특징들에서 이점이 있었다. 이러한 특징들은 미국이 1930년대에 최초로 경전차를 개발하면서 설계한 수직현가장치, 고무로 두른 캐터필러, 그리고 후면에 장착한 방사형 엔진과 함께 동력 스프로켓을 전면에 배치했던 것을 포함한다. 개발 목표는 빠르게 생산이 가능하며, 독립적인 중(中)전차로써 접선한 보병에 필요한 지원을 할 수 있는 능력, 공격 돌파력을 제공하는 것, 마지막으로 당시에 추축국 진영이 사용하던 어떤 전차도 물리칠 수 있는 전차를 만드는 것이었다.
탑승가능한 M4전차는 1941년 8월 2일에 생산이 완료되었다. M3 시리즈의 전차와는 다르게 차대가 완전한 주조제였다. 이 차대에는 양산형에서 제외된 측면 해치가 장착되었다. 이로써 T6은 M4로 표준전차가 되었고 1941년 9월부터 양산에 들어갔다.

## 생산
생산 기간 동안 미군은 전차에 M4, M4A1, M4A2, M4A3, M4A4, M4A5, 그리고 M4A6에 이르는 주요 하위 명칭을 붙였는데, 이는 반드시 향상된 정도를 나타내는 것은 아니었다. 예컨대 A4는 A3보다 '더 성능이 향상이되었다' 의미는 아니었다. 이 하위형 모델들은 표준화된 개량 생산품들로 사실상 같은 시기에 다른 위치에서 대량생산된 것을 의미했다. 이러한 개량 생산품들은 주로 엔진에서 차이가 있었는데, M4A1의 경우 엔진보다는 이 모델의 차대가 완전한 주조제였다는 점에서 M4와 차이가 있었다. M4A4는 길어진 엔진 시스템 때문에 더 긴 차대가 필요했고 서스펜션과 캐터필러가 더 많이 필요했다. M4A5는 관리상 캐나다에서 생산이 되었다. 그리고 M4A6는 연장된 차체를 가지고 있었지만 100대가 채 안되는 수량만 생산되었다. 오직 M4A2와 M4A6만이 디젤엔진을 채용했고 대부분의 셔먼전차들은 휘발유로 가동되었다. M4는 최초 생산형으로서 컨티넨탈 방사형 엔진을 장착한 것을 가리키거나 맥락상 7개의 셔먼 하위형을 통틀어 부르는 명칭이었을 것이다. 생산량, 형태, 힘, 그리고 많은 세부사항이 전차 기본 모델의 숫자 변화에 상관없이 계속해서 향상되었다. 내구력이 뛰어난 서스펜션, 안전해진 "습식(wet)" (W) 탄약 적재함, 그리고 주조제 전면 차대를 용접제의 후면 차대에 부착한 M4 혼성형(Composite)과 같이 더 강력한 장갑을 갖춘 변형들이 그런 요소였다. 영국식 명명법의 경우에는 미국에서 채택된 것과는 또 다른 면이 있었다.

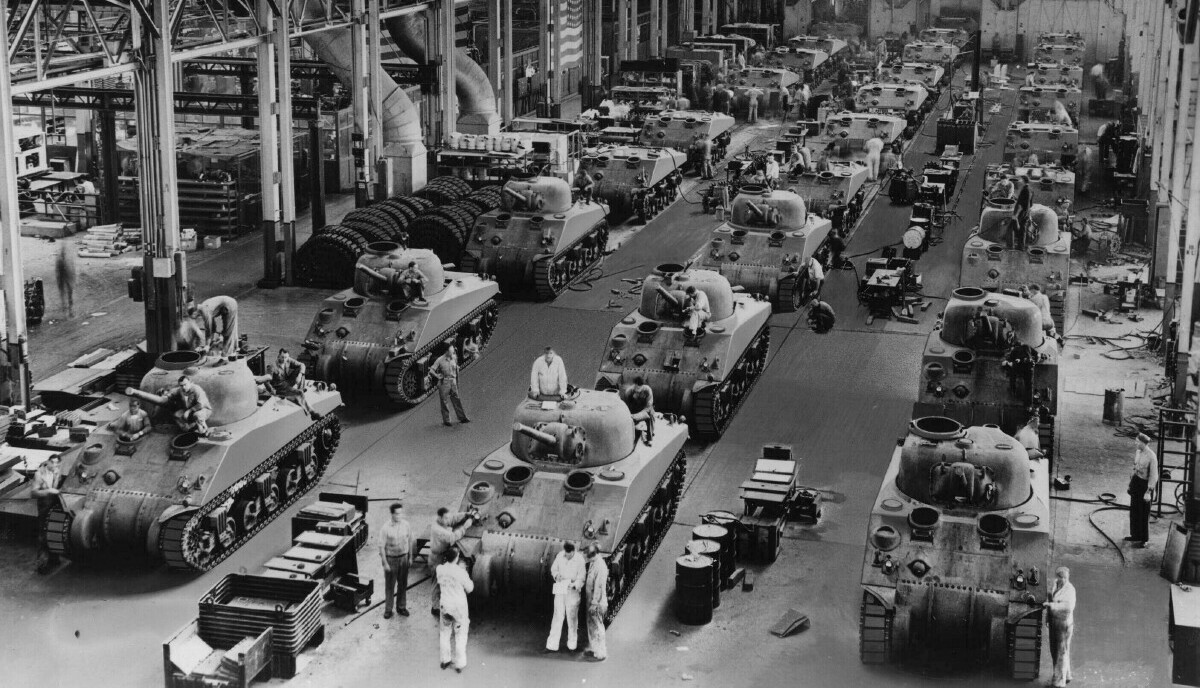
엄청나게 대량생산된 셔먼.

초기형 셔먼전차들은 75mm 중속 범용 포를 탑재하고 있었다. 미 병기부에서 셔먼전차를 대체하고자 T20 중(中)전차 개발에 착수했지만, 군부에서는 최종적으로 셔먼전차 양산에 방해되는 다른 전차들의 설계 요소들을 통합시켜 무기생산에 올 혼란을 최소화 하기로 결정했다. 이 결정 이후 M4A1, M4A2, 그리고 M4A3 모델에 고폭탄과 연막탄 대신 대전차 포탄을 더 많이 적재할 수 있는 T23 전차의 포탑에 M1 76mm 고속 포를 달아 이식했다. 영국군은 장갑 관통력이 훨씬 뛰어난 QF 17 파운드 포(76.2mm)를 미군에게 제공했지만, 미국에 직접 제공하진 않았다.
미 병기부에서는 90mm 전차포 개발을 진행하고 있었지만 이행하지 못하고 있었다. 영국군은 전차 개발에 대한 미봉책으로써 17 파운드 포로 화력을 증대한 "파이어플라이(반딧불이)"라는 변형을 개발했다. 후에 M4와 M4A3에는 105mm 박격포와 새로운 형태의 방탄장갑을 기존 포탑에 장착해 양산이 이루어졌다. 최초의 양산형 76mm 포를 탑재한 셔먼전차는 M4A1이었으며 1944년 1월에 채택되었다. 양산형 105mm 박격포를 장착한 셔먼은 M4로써 1944년 2월에서야 채택되었다.
1944년 6월과 7월 사이에 미국은 254대의 M4A3E2 점보 셔먼의 제한적인 운용을 허가했다. 점보 셔먼은 아주 두꺼운 장갑을 장착하고 돌파력을 강화하기 위해 75mm 포를 육중한 T23 전차의 포탑에 탑재했다. M4A3는 양산형 모델로써는 처음으로 수평현가장치(HVSS)와 함께 더 넓은 궤도를 채택하여 접지압을 분산시켰다. 전면 장갑은 기존의 51mm에서 102mm로 개선되었고, 포탑의 장갑은 기존 76mm에서 152mm로 강화되었으나, 새로운 주포를 개발하기에는 여유가 없었기에 기존M4 셔먼과 같이 37.5구경 75mm 포를 장착했다.

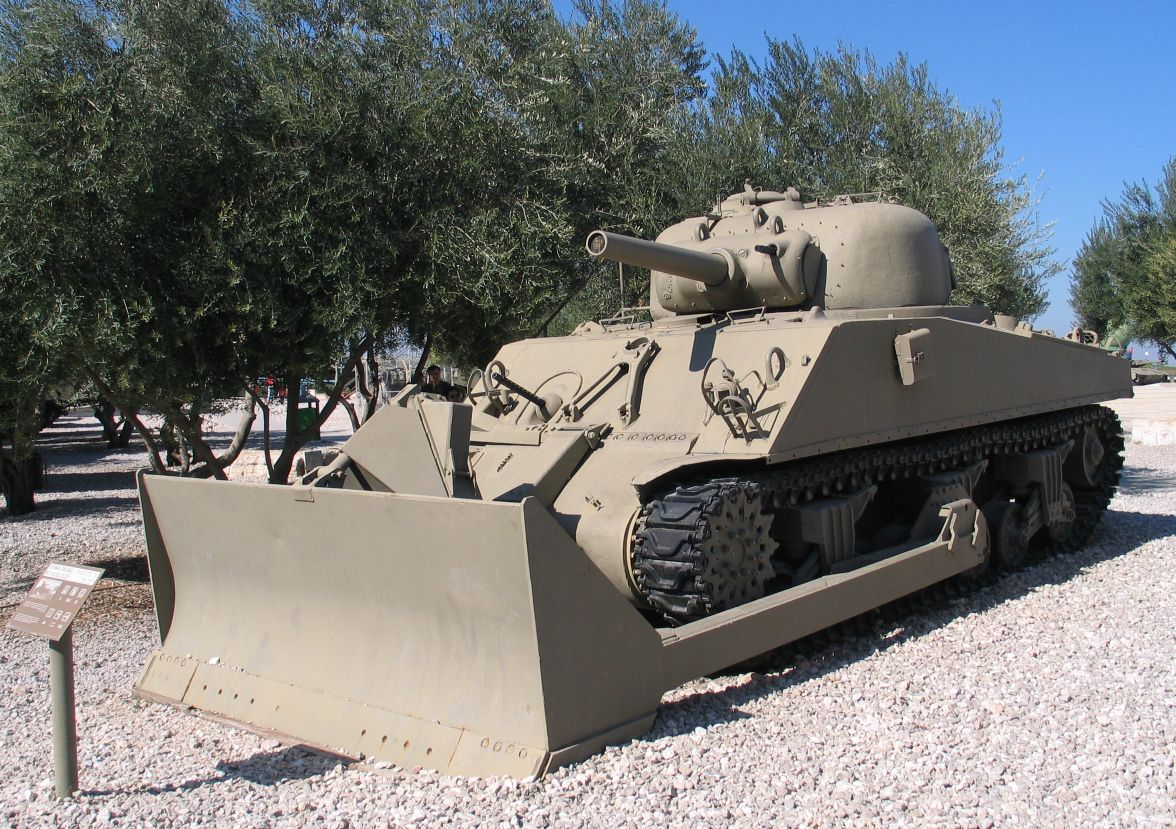
105mm 박격포와 도저 블레이드가 장착된 M4. 용접된 상부 차대 장갑의 정사각형 모서리를 주의 깊게 살펴보라

M4A1, A2 와 A3 비교

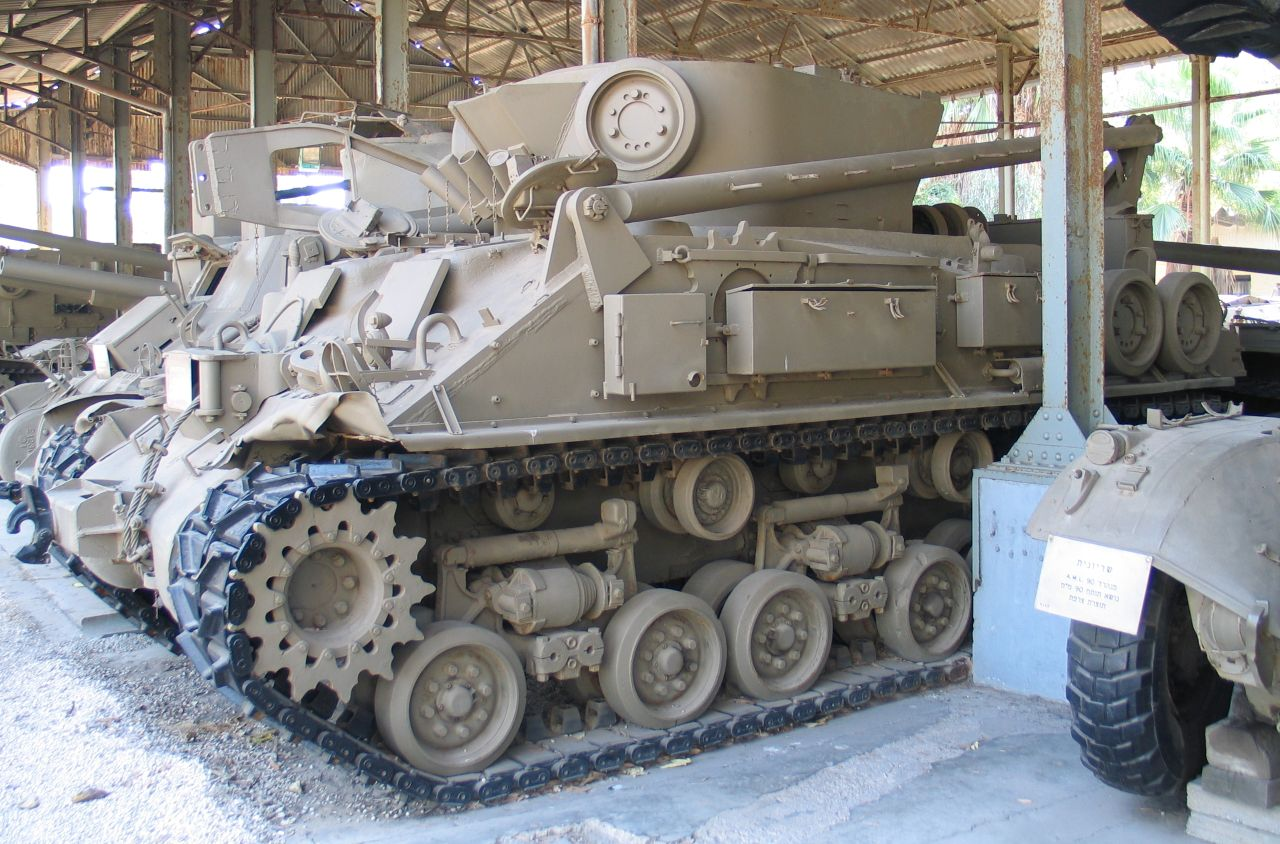
이 M32 구난전차는 E8 HVSS 트랙 서스펜션을 보여주고 있다. 무게를 분산시킬수 있다.

| M4 셔먼: 채용 모델                  |                    |                                   |                             |
| 모델명                              | 주요 무장          | 차대                              | 엔진                        |
| M4(105)                             | 105 mm 박격포      | 용접제                            | 가솔린 컨티넨탈 R975 방사형 |
| M4 컴포짓(Composite)                | 75 mm              | 전면 주조제 측면 용접제           | 가솔린 컨티넨탈 R975 방사형 |
| M4A1(76)W                           | 76 mm              | 주조제                            | 가솔린 컨티넨탈 R975 방사형 |
| M4A2                                | 75 mm              | 용접제                            | 디젤 GM 6046 2x6            |
| M4A3W                               | 75 mm              | 용접제                            | 가솔린 포드 GAA V8          |
| M4A3E2 "점보(Jumbo)"                | 75 mm (일부 76 mm) | 용접제                            | 가솔린 포드 GAA V8          |
| M4A3E8(76)W "이지 에잇(Easy Eight)" | 76 mm              | 용접제                            | 가솔린 포드 GAA V8          |
| M4A4                                | 75 mm              | 용접제 길이 연장                  | 가솔린 크라이슬러 A57 5xL6  |
| M4A6                                | 75 mm              | 전면 주조제 측면 용접제 길이 연장 | 디젤 캐터필러 D200A 방사형  |

## 실전
| “ | 너무 무섭고 겁이 나서 울기도 하고 기도한 적도 있었어요. 너무 괴로웠죠. 어떻게 이런 열악한 전차로 싸우게 하나 싶어 군 당국에 화가 나기도 했습니다. 앞으로 어떻게 싸워야 할지 막막했어요. | ” |

| “ | 사람들에게 화가 났죠. 그들이 누군지는 몰랐지만 우리를 내보낸 사람이 미국의 자원으로 최고의 전차를 만들 줄 알았거든요. | ” |

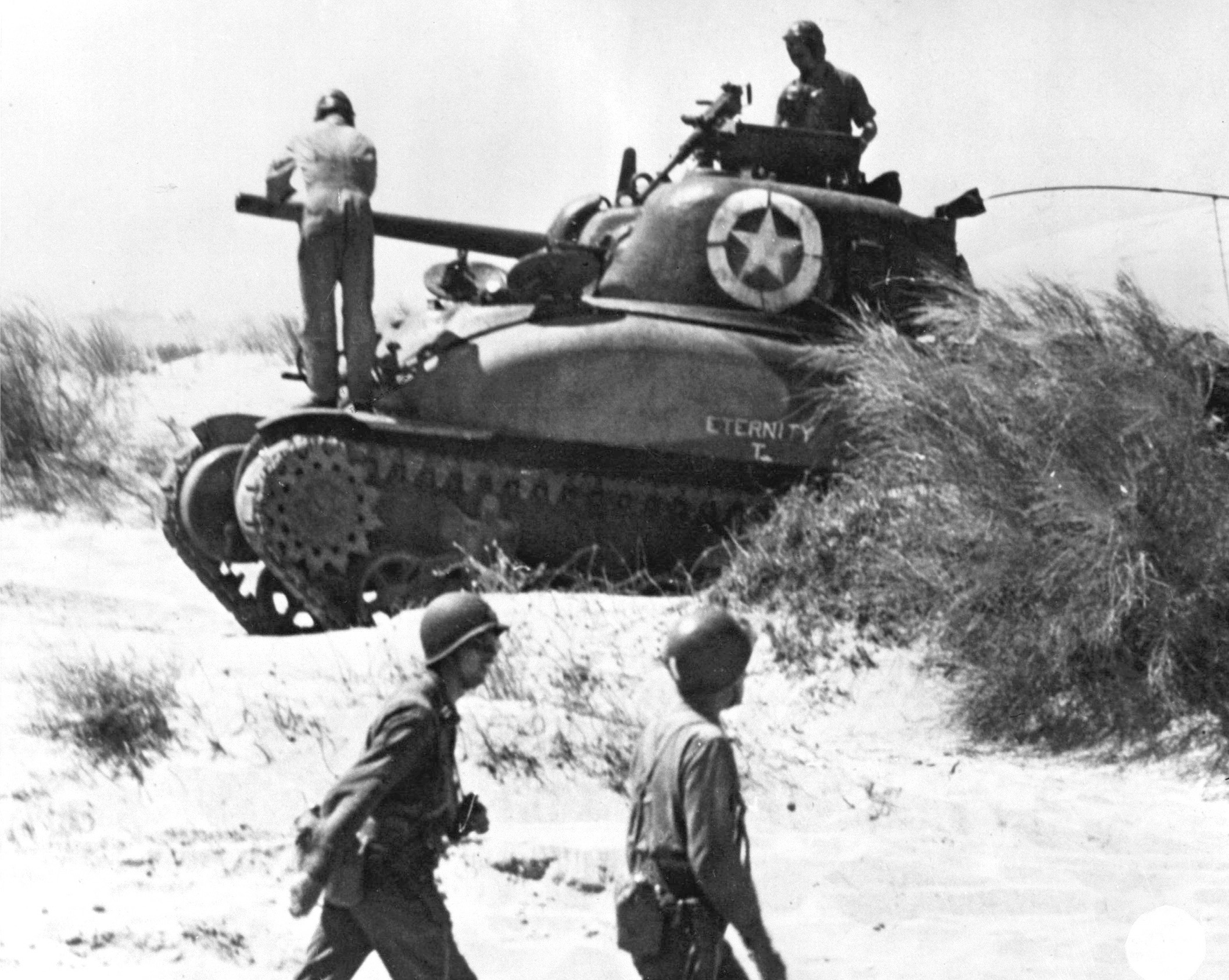
1943년 이탈리아에서 M4A1셔먼

- 제2차 세계 대전 당시 셔먼 전차를 타고 싸운 전차병 인터뷰 中

셔먼은 1942년부터 전선에 투입되었다. 하지만 부족한 성능으로 독일군의 중전차에 상대가 되지 못하였다. 특히 독일군 신형 중전차인 티거 전차 1대를 격파하기 위해서는 3대의 셔먼을 희생해야했다. 하지만 실제로는 이런 신형 중전차인 티거 전차를 만나는 일은 비교적 드물었다. 왜냐하면 당시 티거 전차 등 몇몇 신형 중전차들은 친위대나 엘리트 사단에 배치되었고, 독일군의 주력은 셔먼과 성능이 동등하거나 열세인 4호 전차와 3호 돌격포였기 때문이다. 게다가 판처슈렉이나 판처파우스트 보병들의 대전차 화기나 대전차포로 인한 손실이 더컸다. 게다가 독일군 전차에 1대에 맞서 미군전차 4대를 보낼수있는 미국의 산업역량이 셔먼의 성능을 보완해 주었다. 그리고 태평양전선에서는 일본군 전차에 비해 성능이나 양이나 매우 우세하여 유럽 전선에 비해 거의 피해없이 활약하였다. 전후까지 사용되었으며 한국 전쟁에도 투입되었다. 한편 이스라엘의 셔먼들은 슈퍼 셔먼, 아이셔먼 등으로 개조, 개량되어 중동전쟁에서 70년대까지 활약하였다.

## 노획 차량들
2차대전 당시 독일군은 연합군에게서 노획한 차량들을 사용하기도 했다. M4셔먼을 노획한 사례도 많이 있다.독일은 노획한 M4셔먼에 748(a) 라는 코드를 붙여 M4 748(a)로 불렀다. 여기서 (a)는 독일어로 아메리카이란 뜻의 america이다. 독일은 서부전선에서 노획한 M4셔먼을 동부전선으로 보내기도 했으며, 513번 M4셔먼은 소련군에게 노획되기도 했다.

독일은 M4셔먼을 구난전차로 개조한 적 이 있다. 이탈리아전선에서 M4셔먼 2대가 신나게 진격하던 도중 길을 잃게되고 이를 독일국방군 소속 508중전차대대가 발견하게 된다. 508중전차대대는 M4셔먼 2대의 승무원들을 포로로 잡았고 손해없이 노획한 M4셔먼 2대(그중 하나는 M4A1 셔먼)의 포탑,무전기 등을 뜯어내  6호전차 티거 견인용 구난전차로 개조한다.

## 파생형
이 차량들은 M4 셔먼의 차체를 사용해서 만들어졌다.
- 보병지원용 M4A3(105) : 105mm 곡사포 장착 M4A3
- 3인치 자주포 M10 - 구축전차, 별명 《울버린》
- 90mm 자주포 M36 - 구축전차, 별명 《잭슨》
- 105mm 자주곡사포 M7B1 - 자주포, 별명 《프리스트》
- 155mm 자주포 M12 - GMC M12 와 M30 자주포 (모두 셔먼으로 구성)
- 155/203/250 mm 자주포 - 155mm GMC M40, 8인치(203mm) HMC M43, 250mm(10인치) MMC T94
- M4 화염방사전차 - M4A3R3 《지포》, M4 《크로커다일》와 다른 셔먼 화염방사전차
- 셔먼 로켓포 - T34 《칼리오페》, T40 《위즈뱅》그리고 다른 셔먼 로켓포
- 수륙양용 전차 - 듀플레스 드라이브(Duplex Drive) (DD) 수륙양용 셔먼, 영국 변형이며 미국이 사용했다.
- 전투 지원 차량 - D-8, M1과 M1A1 도저스, M4 《두짓》, 가교전차와 《앤트 지마》와 다른 지뢰 제거전차들(예 : 셔먼 V 크랩)
- 전차 복구 차량 - M32 와 M74 TRV들
- 견인 트랙터들 - M34 와 M35 초기형들

M4셔먼분류:M4셔먼,M4A1셔먼,M4A2셔먼,M4A3셔먼,M4A3E2셔먼점보,M4A3E8이지에잇셔먼,M4A4셔먼, 셔먼파이어플라이,M50셔먼,M51슈퍼셔먼
SO-122

## 운용국
미합중국
소비에트 연방 사회주의 공화국
대영제국
중화민국
중화인민공화국
브라질
프랑스
스웨덴 왕국
이탈리아
나치 독일
일본
대한민국
오스트레일리아 연방
캐나다 자치령
뉴질랜드
이스라엘
이집트
유고슬라비아